# Gretna (Louisiana)
Gretna település az Amerikai Egyesült Államok Louisiana államában, Jefferson megyében, melynek megyeszékhelye is. Lakosainak száma 17 814 fő (2020. április 1.).

## Népesség
A település népességének változása:

| 2010 | 17 736 |
| 2020 | 17 814 |